# Osella
Az Osella egy olasz autógyártó manufaktúra és korábbi Formula–1-es csapat. A sportágban tíz éven kerezstül szerepeltek, 132 nagydíjhétvégén vettek részt, és ez idő alatt mindösszesen két alkalommal szereztek összesen öt pontot.

## Története
1965-ben alapította Enzo Osella korábbi raliversenyző az olaszországi Volpianóban. Helyi és állami versenyeken vettek részt, főként Abarth-ok versenyzetetésével. 1974.ben az Osella átvette az Abarth gyár sportautó-programját, és attól kezdve ő maga versenyeztette az együléses autóit. 1975-ben a csapat benevezett az európai Formula–2 küzdelmeibe Giorgio Franciával és Duillo Truffóval, ahol kisebb sikereket értek el a BMW-motoros Osella FA2-vel. A következő idénybe is beneveztek, de pénzhiány miatt nem voltak versenyképesek, és az idény végén vissza is léptek. Az FA2-es versenyautót a következő években magáncsapatok versenyeztették, aminek köszönhetően az Osella inkább autógyártóként kezdett el működni. Az 1976-os olasz és német Formula–3 bajnokságokban a Toyota- és Lancia-motoros Osella FA3 bukkant fel, számottevő sikerek nélkül, ezért az ezt követő években inkább a helyi versenyekre koncentráltak. 
1979-ben aztán visszatértek az európai Formula–2-be Eddie Cheever révén, aki az FA2-vel háromszor is győzni tudott és bajnoki negyedik lett. Miután sikerült megfelelő szponzoti hátteret találni, az Osella figyelme a Formula–1 felé fordult. Első autójukat, az FA1-est Giorgio Stirano tervezte; a Ford-Cosworth DFV motorral hajtott járművön a Denim, mint főszponzor mélykék-fehér színei váltak hangsúlyossá. Mivel a kasztnit sebtiben kellett megépíteni, nagyon nehezen indult az idény: Cheever ugyan rendszeresen tudott kvalifikálni, de csak egy versenyt fejezett be. Az FA1-es megbízhatósági gondokkal küzdött, túlsúlyos volt, és aerodinamikailag is hatékonytalan. Számos alkatrészt maga a csapat gyártott le, ami pénzügyi szempontból jó döntés volt, de a kivitelezés minősége hagyott maga után kívánnivalót. 1981-re már két autót is tudtak nevezni, az eredmények azonban ugyanolyan csapnivalóak voltak, hiába vetették be az FA1B és FA1C alváltozatokat. 
1982-ben leigazolták Giorgo Valentinit és Tony Southgate-et, hogy segítsenek rendbetenni az autót, csekély sikerrel. Imolában, ahol mindössze 14 autó indult a FISA-FOCA háború miatt, Jean-Pierre Jarier behozta az egyik autót a negyedik helyen, és ezzel a csapat végre tudott pontokat szerezni. A szezon vége felé, a kanadai nagydíjon tragédia érte a csapatot: egy rajtbalesetben életét vesztette egyik versenyzőjük, Riccardo Paletti. 

1983-ban a csapatot átszervezték és a Corrado Fabi - Piercarlo Ghinzani párossal vágtak neki az idénynek. Fabi volt a regnáló Formula–2-es világbajnok, Ghinzani pedig a csapat hátralévő történetében a legtöbbet foglalkoztatott pilótájuk volt. Nem sikerült az előrelépés: pénzügyi gondok és megbízhatósági problémák miatt a 15 futamból mindössze kettőt sikerült befejezniük, és ebből csak egyet mindkét autóval. 1984-ben Ghinzani csapattársa Jo Gartner lett. Ghinzani a pokoli forróságban megrendezett dallasi nagydíjon ötödik lett, és ezzel ismét szerzett két pontot - a csapat ezután soha többé nem volt erre képes.Gardner ugyan Monzában szintén bejött ötödiknek, de mivel az Osella az idénybe összesen egy autóval nevezett, így a szabályok szerint nem kaphatott pontot. 1985-ben Ghinzani új csapattársa Huub Rothengatter lett, de ismét csapnivaló szezonon voltak túl. 1986-ban az életben maradás érdekében az Osella elkezdett fizetős pilótákat alkalmazni, így került a kötelékükbe a később szép karriert befutó Alex Caffi és Gabriele Tarquini is, ahogy a később elfeledett Allen Berg és Franco Forini is. Az eredményeken azonban egyikük sem tudott változtatni. 

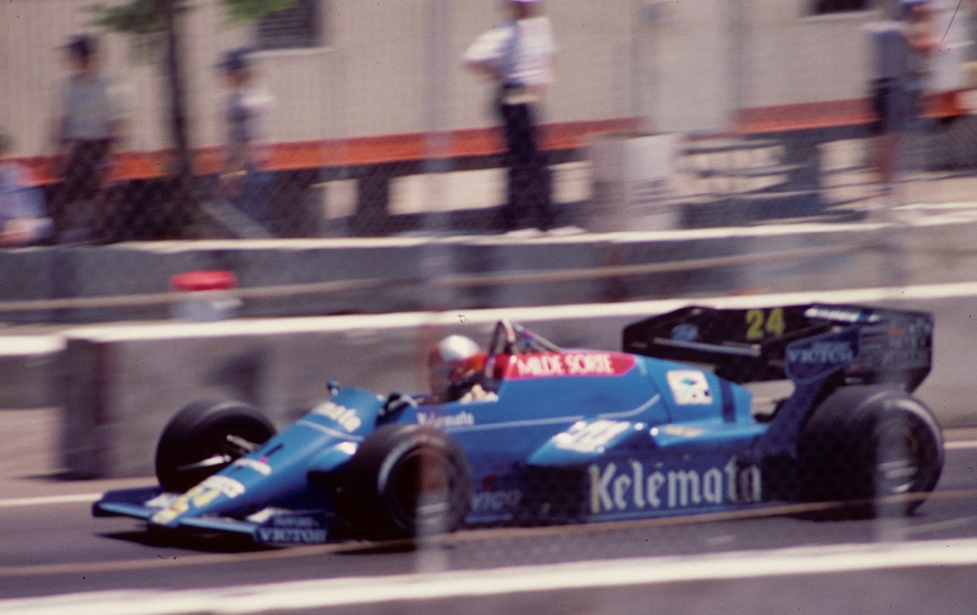
Piercarlo Ghinzani

Már 1983-ban megállapodást írt alá az Osella és az Alfa Romeo. Ennek keretén belül még abban az évben bevethették a gyártó V12-es szívómotorját, 1984-1988 között pedig a V8-as turbómotort is. Ez nagyban segített túlélni a csapatnak a turbókorszak nehézségeit, ugyanakkor az eredményeken jottányit sem változtatott. Már a szívómotorja is elavult és megbízhatatlan volt az Alfa Romeónak, de a 890T kódjelű turbómotor erre rátett még egy lapáttal. Mivel rendszeresen elfüstöltek és rengeteg üzemanyagot fogyasztottak, le kellett őket tekerni, hogy végig tudjanak menni egy futamot, ami miatt erőtlenné váltak. Az 1984-ben bemutatott Osella FA1F versenyautó az Alfa Romeo 183T tervei alapján készült, amit az 1988-as FA1L modellig használtak. 1988-ban, a turbókorszak utolsó évében az Alfa Romeo, amely akkor már egy éve kivonult a sportágból, de motorokat még biztosított, a csapat rossz teljesítménye miatti negatív hírverés okán megvonta a névhasználati jogot, így a motorokat abban az évben Osella 890T néven használták. Ebben az évben Nicola Larini volt az egyetlen versenyzőjük, aki pozitívan nyilatkozott, és mivel több csapat már ekkor visszaállt a szívómotorok használatára, az Osella reménykedett, hogy a turbómotorok nyújtotta teljesítménytöbblet majd őket segíti. Nem így lett: gyakran a prekvalifikáció sem sikerült a csapatnak, Imolában pedig ki is zárták őket azért, mert a meg nem engedett módon módosított kasztni nem vett részt törésteszten. 
1989-ben visszatértek a Ford-Cosworth motorokhoz: a DFR jelzésű erőforrások mellé egy teljesen új tervezésű kasztni járt. Az időmérő edzéseken nem is nyújtottak rossz teljesítményt, viszont továbbra is gond volt a technikai problémák miatti rengeteg kiesés. Kanadában Larini akár harmadik is lehetett volna, ha egy ilyen hiba miatt nem esik ki. Az ausztrál nagydíjon Ghinzani nagy balesetet szenvedett el, amiben megsérült a térde, és ezután bejelentette a visszavonulását. 
1990-ben Enzo Osella belefáradt a hiábavaló próbálkozásokba, és először csak még mint résztulajdonos, bevásárolta magát az Osellába Gabriele Rumi, a Fondmetal nevű cég tulajdonosa. Ebben az évben Olivier Grouillard volt az egyetlen versenyzőjük, pocsék eredményekkel. 1990 végén Rumi úr a csapat maradékát is felvásárolta, és a következő évben mint Fondmetal indultak. 
Az Osella a mai napig több negatív rekordlistán fenn van. Hetedik azon csapatok között, akik a legtöbb versenyen indultak győzelem nélkül, a harmadik helyen állnak azon a listán, amely a legtöbb dobogós helyezés nélkül futott versenyt illeti, és másodikok azon a listán, amely a legdöbb pole pozíció nélkül futott versenyt illeti. 1981-ben egyik versenyzőjük, Miguel Ángel Guerra négy futama közül háromra kvalifikálni sem tudta magát, a negyediken pedig már az első körben kiesett, így ő a legtöbb futamindulás egyetlen megtett kör nélkül negatív rekordját tartja. 

## Teljes eredménylista
(Táblázat értelmezése)

(Félkövér: pole-pozícióból indult; dőlt: leggyorsabb kört futott) 

| Év   | Kasztni                             | Motor(ok)                    | Gumi | Pilóták             | 1   | 2   | 3   | 4   | 5   | 6   | 7   | 8   | 9   | 10  | 11  | 12  | 13  | 14  | 15  | 16  | Pontok | Helyezés |
| ---- | ----------------------------------- | ---------------------------- | ---- | ------------------- | --- | --- | --- | --- | --- | --- | --- | --- | --- | --- | --- | --- | --- | --- | --- | --- | ------ | -------- |
| 1980 | Osella FA1 Osella FA1B              | Ford V8                      | G    |                     | ARG | BRA | RSA | USW | BEL | MON | FRA | GBR | GER | AUT | NED | ITA | CAN | USA |     |     | 0      | -        |
| 1980 | Osella FA1 Osella FA1B              | Ford V8                      | G    | Eddie Cheever       | NK  | NK  | Ki  | Ki  | NK  | NK  | Ki  | Ki  | Ki  | Ki  | Ki  | 12  | Ki  | Ki  |     |     | 0      | -        |
| 1981 | Osella FA1B Osella FA1C             | Ford V8                      | M    |                     | RSA | BRA | ARG | SMR | BEL | MON | ESP | FRA | GBR | GER | AUT | NED | ITA | CAN | LVS |     | 0      | -        |
| 1981 | Osella FA1B Osella FA1C             | Ford V8                      | M    | Miguel Ángel Guerra | NK  | NK  | NK  | Ki  |     |     |     |     |     |     |     |     |     |     |     |     | 0      | -        |
| 1981 | Osella FA1B Osella FA1C             | Ford V8                      | M    | Piercarlo Ghinzani  |     |     |     |     | 13  | NK  |     |     |     |     |     |     |     |     |     |     | 0      | -        |
| 1981 | Osella FA1B Osella FA1C             | Ford V8                      | M    | Giorgio Francia     |     |     |     |     |     |     | NK  |     |     |     |     |     |     |     |     |     | 0      | -        |
| 1981 | Osella FA1B Osella FA1C             | Ford V8                      | M    | Jean-Pierre Jarier  |     |     |     |     |     |     |     |     | 8.  | 8.  | 10. | Ki  | 9.  | Ki  | Ki  |     | 0      | -        |
| 1981 | Osella FA1B Osella FA1C             | Ford V8                      | M    | Beppe Gabbiani      | Ki  | NK  | NK  | Ki  | Ki  | Ki  | NK  | NK  | NK  | NK  | NK  | NK  | NK  | NK  | NK  |     | 0      | -        |
| 1982 | Osella FA1C Osella FA1D             | Ford V8                      | P    |                     | RSA | BRA | USW | SMR | BEL | MON | DET | CAN | NED | GBR | FRA | GER | AUT | SUI | ITA | LVS | 3      | 12.      |
| 1982 | Osella FA1C Osella FA1D             | Ford V8                      | P    | Jean-Pierre Jarier  | Ki  | 9   | Ki  | 4.  | Ki  | NK  | Ki  | Ki  | 14. | Ki  | Ki  | Ki  | NK  | Ki  | Ki  | NI  | 3      | 12.      |
| 1982 | Osella FA1C Osella FA1D             | Ford V8                      | P    | Riccardo Paletti    | NK  | NK  | NK  | KI  | NK  | NK  | NI  | KI  |     |     |     |     |     |     |     |     | 3      | 12.      |
| 1983 | Osella FA1D Osella FA1E             | Ford V8 Alfa Romeo V12       | M    |                     | BRA | USW | FRA | SMR | MON | BEL | DET | CAN | GBR | GER | AUT | NED | ITA | EUR | RSA |     | 0      | -        |
| 1983 | Osella FA1D Osella FA1E             | Ford V8 Alfa Romeo V12       | M    | Corrado Fabi        | Ki  | NK  | Ki  | Ki  | NK  | Ki  | NK  | Ki  | NK  | NK  | 10. | 11. | Ki  | NK  | Ki  |     | 0      | -        |
| 1983 | Osella FA1D Osella FA1E             | Ford V8 Alfa Romeo V12       | M    | Piercarlo Ghinzani  | NK  | NK  | NK  | NK  | NK  | NK  | Ki  | NK  | Ki  | Ki  | 11. | NK  | Ki  | Ki  | Ki  |     | 0      | -        |
| 1984 | Osella FA1E Osella FA1F             | Alfa Romeo V12 Alfa Romeo V8 | P    |                     | BRA | RSA | BEL | SMR | FRA | MON | CAN | DET | DAL | GBR | GER | AUT | NED | ITA | EUR | POR | 2      | 11.      |
| 1984 | Osella FA1E Osella FA1F             | Alfa Romeo V12 Alfa Romeo V8 | P    | Piercarlo Ghinzani  | Ki  | NK  | Ki  | NK  | 12. | 7.  | Ki  | Ki  | 5.  | 9.  | Ki  | Ki  | Ki  | 7.  | Ki  | Ki  | 2      | 11.      |
| 1984 | Osella FA1E Osella FA1F             | Alfa Romeo V12 Alfa Romeo V8 | P    | Jo Gartner          |     |     |     | Ki  |     |     |     |     |     | Ki  | Ki  | Ki  | 12. | 5.* | Ki  | 16  | 2      | 11.      |
| 1985 | Osella FA1F Osella FA1G             | Alfa Romeo V8                | P    |                     | BRA | POR | SMR | MON | CAN | DET | FRA | GBR | GER | AUT | NED | ITA | BEL | EUR | RSA | AUS | 0      | -        |
| 1985 | Osella FA1F Osella FA1G             | Alfa Romeo V8                | P    | Piercarlo Ghinzani  | 12. | 9.  | HN  | NK  | Ki  | Ki  | 15. | Ki. |     |     |     |     |     |     |     |     | 0      | -        |
| 1985 | Osella FA1F Osella FA1G             | Alfa Romeo V8                | P    | Huub Rothengatter   |     |     |     |     |     |     |     |     | Ki  | 9.  | HN  | Ki  | HN  | NK  | 9.  | 7.  | 0      | -        |
| 1986 | Osella FA1F Osella FA1G Osella FA1H | Alfa Romeo V8                | P    |                     | BRA | ESP | SMR | MON | BEL | CAN | DET | FRA | GBR | GER | HUN | AUT | ITA | POR | MEX | AUS | 0      | -        |
| 1986 | Osella FA1F Osella FA1G Osella FA1H | Alfa Romeo V8                | P    | Piercarlo Ghinzani  | Ki  | Ki  | Ki  | NK  | Ki  | Ki  | Ki  | Ki  | Ki  | Ki  | Ki  | 11. | Ki  | Ki  | Ki  | Ki  | 0      | -        |
| 1986 | Osella FA1F Osella FA1G Osella FA1H | Alfa Romeo V8                | P    | Christian Danner    | Ki  | Ki  | Ki  | NK  | Ki  | Ki  |     |     |     |     |     |     |     |     |     |     | 0      | -        |
| 1986 | Osella FA1F Osella FA1G Osella FA1H | Alfa Romeo V8                | P    | Allen Berg          |     |     |     |     |     |     | Ki  | Ki  | Ki  | 12. | Ki  | Ki  |     | 13. | 16  | HN  | 0      | -        |
| 1986 | Osella FA1F Osella FA1G Osella FA1H | Alfa Romeo V8                | P    | Alex Caffi          |     |     |     |     |     |     |     |     |     |     |     |     | HN  |     |     |     | 0      | -        |
| 1987 | Osella FA1G Osella FA1I             | Alfa Romeo V8                | G    |                     | BRA | SMR | BEL | MON | DET | FRA | GBR | GER | HUN | AUT | ITA | POR | ESP | MEX | JPN | AUS | 0      | -        |
| 1987 | Osella FA1G Osella FA1I             | Alfa Romeo V8                | G    | Alex Caffi          | Ki  | 12. | Ki  | Ki  | Ki  | Ki  | Ki  | Ki  | Ki  | Ki  | Ki  | Ki  | NK  | Ki  | Ki  | NK  | 0      | -        |
| 1987 | Osella FA1G Osella FA1I             | Alfa Romeo V8                | G    | Gabriele Tarquini   |     | Ki  |     |     |     |     |     |     |     |     |     |     |     |     |     |     | 0      | -        |
| 1987 | Osella FA1G Osella FA1I             | Alfa Romeo V8                | G    | Franco Forini       |     |     |     |     |     |     |     |     |     |     | Ki  | Ki  | NK  |     |     |     | 0      | -        |
| 1988 | Osella FA1I Osella FA1L             | Osella V8                    | G    |                     | BRA | SMR | MON | MEX | CAN | DET | FRA | GBR | GER | HUN | BEL | ITA | POR | ESP | JPN | AUS | 0      | -        |
| 1988 | Osella FA1I Osella FA1L             | Osella V8                    | G    | Nicola Larini       | NK  | KIZ | 9   | NK  | NK  | Ki  | Ki  | 19  | Ki  | NK  | Ki  | Ki  | 12. | Ki  | Ki  | NK  | 0      | -        |
| 1989 | Osella FA1M-89                      | Ford V8                      | P    |                     | BRA | SMR | MON | MEX | USA | CAN | FRA | GBR | GER | HUN | BEL | ITA | POR | ESP | JPN | AUS | 0      | -        |
| 1989 | Osella FA1M-89                      | Ford V8                      | P    | Nicola Larini       | KIZ | 12. | NK  | NK  | NK  | Ki  | NK  | Ki  | NK  | NK  | NK  | Ki  | NK  | Ki  | Ki  | Ki  | 0      | -        |
| 1989 | Osella FA1M-89                      | Ford V8                      | P    | Piercarlo Ghinzani  | NK  | NK  | NK  | NK  | NK  | NK  | NK  | NK  | NK  | Ki  | NK  | NK  | NK  | Ki  | NK  | Ki  | 0      | -        |
| 1990 | Osella FA1ME                        | Ford V8                      | P    |                     | USA | BRA | SMR | MON | CAN | MEX | FRA | GBR | GER | HUN | BEL | ITA | POR | ESP | JPN | AUS | 0      | -        |
| 1990 | Osella FA1ME                        | Ford V8                      | P    | Olivier Grouillard  | Ki  | Ki  | Ki  | NK  | 13  | 19  | NK  | NK  | NK  | NK  | 16  | Ki  | NK  | Ki  | NK  | 13  | 0      | -        |

* Nem kapott pontot.

## Fordítás
- Ez a szócikk részben vagy egészben  az   Osella című angol Wikipédia-szócikk ezen változatának fordításán alapul.  Az eredeti cikk szerkesztőit annak laptörténete sorolja fel. Ez a jelzés csupán a megfogalmazás eredetét és a szerzői jogokat jelzi, nem szolgál a cikkben szereplő információk forrásmegjelöléseként.| - m - v - sz Osella                                                                                                                                                                                                                                                                                   | - m - v - sz Osella |
| --- | ------------------- |
| Alapító: Enzo Osella Fontosabb személyek: Gabriele Rumi · Antonio Tommaini Pilóták: Eddie Cheever · Piercarlo Ghinzani · Jean-Pierre Jarier · Jo Gartner · Huub Rothengatter · Nicola Larini Formula-1-es autók: FA1 · FA1B · FA1C · FA1D · FA1E · FA1F · FA1G · FA1H · FA1I · FA1L · FA1M-89 · FA1ME |                     || - m - v - sz Formula–1-es konstruktőrök | - m - v - sz Formula–1-es konstruktőrök |
| --------------------------------------- | --- |
| 2025                                    | - Alpine - Aston Martin - Ferrari - Haas - McLaren - Mercedes - Racing Bulls - Red Bull - Sauber - Williams |
| Korábbi                                 | - AFM - AGS - Alfa Romeo - AlphaTauri - Alta - Amon - Andrea Moda - Apollon - Arrows - Arzani-Volpini - Aston-Butterworth - ATS (olasz) - ATS (német) - Brawn - BAR - Behra-Porsche - Bellasi - Benetton - BMS Scuderia Italia - BMW Sauber - Boro - Brabham - BRM - BRP - Bugatti - Caterham - Cisitalia - Coloni - Connaught - Connew - Cooper - Cosworth - Dallara - De Tomaso - Delahaye - Derrington-Francis - Dome - Eagle - Eifelland - Emeryson - EMW - ENB - Ensign - ERA - EuroBrun - Ferguson - FIRST - Fittipaldi - Fondmetal - Force India - Footwork - Forti - Frazer Nash - Fry - Gilby - Gordini - Greifzu - Haas/Lola - Hesketh - Hill - HWM - Honda - HRT - Jaguar - JBW - Jordan - Kauhsen - Klenk - Kojima - Kurtis Kraft - Lancia - Larrousse - LDS - LEC - Leyton House - Life - Ligier - Lola - Lotus (1958–1994) - Lotus (2010–2011) - Lotus (2011–2015) - Lyncar - Maki - Manor - March - Martini - Marussia - Maserati - Matra - McGuire - Mercedes-Benz - Merzario - Midland - Milano - Minardi - Modena - Onyx - OSCA - Osella - Pacific - Parnelli - Penske - Porsche - Prost - Racing Point - RAM - RE - Rebaque - Renault - Reynard - Rial - Sahara Force India - Scarab - Scirocco - Shadow - Shannon - Simtek - Spirit - Spyker - Stebro - Stewart - Super Aguri - Surtees - Talbot - Talbot-Lago - Tec-Mec - Tecno - Theodore - Token - Toleman - Toyota - Toro Rosso - Trojan - Tyrrell - Vanwall - Veritas - Virgin - Williams (FWRC) - Wolf - Zakspeed |